# SingStar Norsk På Norsk
SingStar Norsk På Norsk es la primera versión exclusiva para Noruega. Se trata de una colección de 24 temas de 6 artistas noruegos diferentes: CC Cowboys, D.D.E., deLillos, Jahn Teigen, Postgirobygget y Trang Fødsel
Esta versión fue distribuida exclusivamente en Noruega.

## SingStar Norsk På NorskTrack List
| SingStar Norsk på Norsk |                         |
| CC Cowboys              | "Tigergutt"             |
| CC Cowboys              | "Vill, vakker & Våt"    |
| CC Cowboys              | "Harry"                 |
| D.D.E.                  | "Rompa mi"              |
| D.D.E.                  | "Det går likar no"      |
| D.D.E.                  | "E6"                    |
| deLillos                | "Neste sommer"          |
| deLillos                | "Smak av honning"       |
| deLillos                | "Min beibi dro av sted" |
| deLillos                | "Ut"                    |
| Jahn Teigen             | "Min første kjærlighet" |
| Jahn Teigen             | "Det vakreste som fins" |
| Jahn Teigen             | "Optimist"              |
| Postgirobygget          | "Sløv uten dop"         |
| Postgirobygget          | "En solskinnsdag"       |
| Postgirobygget          | "23 tommer"             |
| Postgirobygget          | "Idyll"                 |
| Trang Fødsel            | "Kursiv"                |
| Trang Fødsel            | "Livet er helt ålreit"  |
| Trang Fødsel            | "Drømmedame"            |